# Stade Nicola-Ceravolo
 (juillet 2021).
Le stade Nicola-Ceravolo (en italien : Stadio Nicola Ceravolo,) est un stade de football italien situé à Corallo, quartier de la ville de Catanzaro, en Calabre.
Le stade, doté de 14 650 places et inauguré en 1919, sert d'enceinte à domicile à l'équipe de football de l'Unione Sportiva Catanzaro 1929.
Il porte le nom de Nicola Ceravolo, ancien dirigeant sportif calabrais et président de l'US Catanzaro entre 1958 et 1979.
Il est l'un des plus vieux stades d'Italie encore en activité.

## Histoire
Le stade ouvre ses portes en 1919 sous le nom de Piazza d'Armi dans le quartier de Corallo, près des pentes de la montagne Spezzano (sur un lieu servant de camp de concentration pour prisonniers de guerre).
Le terrain est tout d'abord utilisé pour l'entraînement des troupes stationnées à Catanzaro, alors quartier général du commandement de la division et du 19e régiment d'infanterie.
Devant l'intérêt croissant pour le football dans la région, le terrain est modifié en 1924 pour devenir un véritable stade de football sous le nom de stade divisionnaire (en italien : Stadio Divisionale).
En 1927, l'Union sportive fasciste de Catanzaro, présidée par Enrico Talamo, est incluse dans le championnat régional de troisième division (comparable à l'actuelle Serie D), marquant ainsi l'entrée du football de Catanzaro dans le domaine sportif national. Le stade revient alors à la ville et quitte le domaine militaire.

## Galerie

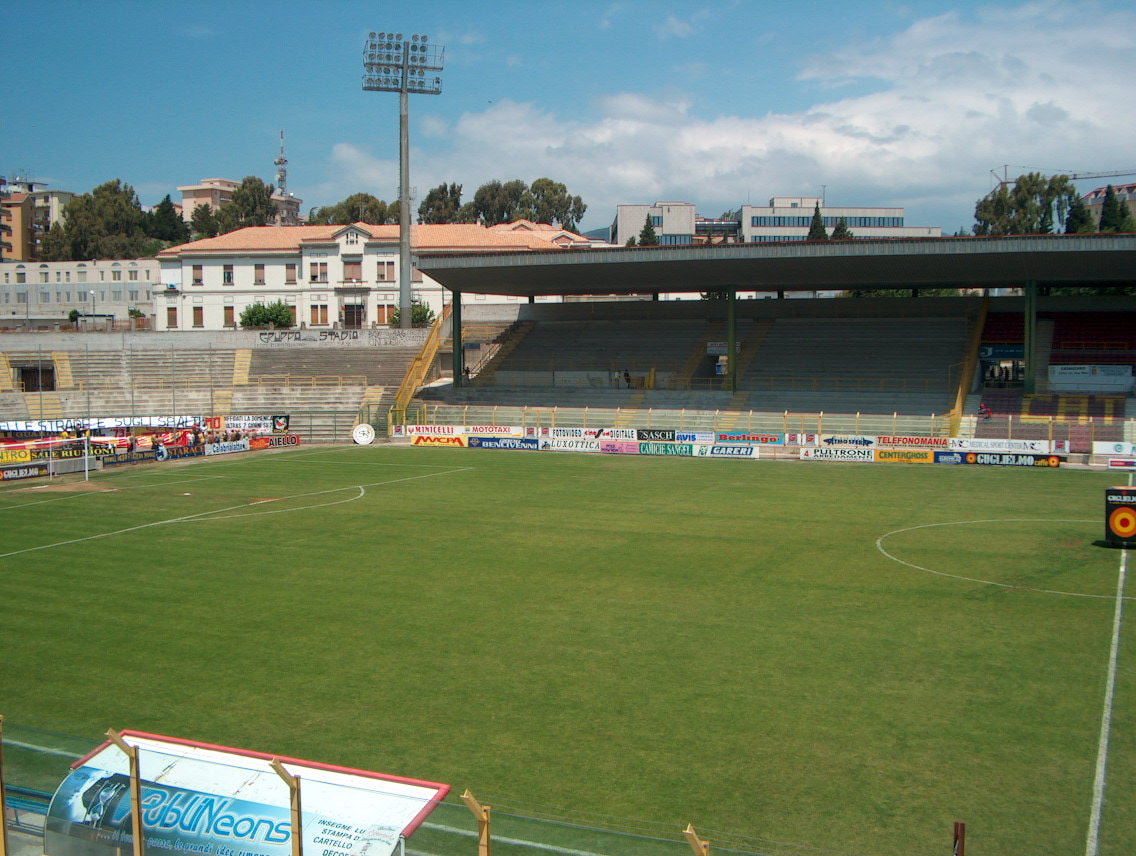
Vue du terrain depuis la tribune